# Décomposition primaire
La décomposition primaire est une généralisation de la décomposition d'un nombre entier en facteurs premiers. Cette dernière décomposition, connue depuis Gauss (1832) sous le nom de théorème fondamental de l'arithmétique, s'étend naturellement au cas d'un élément d'un anneau principal. Une décomposition plus générale est celle d'un idéal d'un anneau de Dedekind en produit d'idéaux premiers; elle a été obtenue en 1847 par Kummer (dans le formalisme encore peu maniable des « nombres idéaux ») à l'occasion de ses recherches sur le dernier théorème de Fermat, puis formalisée de manière quasi définitive vers 1871 par Dedekind, à qui l'on doit la notion d'idéal,. La décomposition primaire, qui fait l'objet du présent article, est plus générale encore ; elle est due à Lasker qui, dans un article touffu paru en 1905, a considéré la décomposition d'idéaux d'« anneaux affines » (c'est-à-dire d'algèbres de type fini sur un corps commutatif) et d'idéaux d'anneaux de séries convergentes, et à Emmy Noether qui, dans un article remarquable daté de 1921, a placé cette décomposition primaire dans son cadre définitif, celui des anneaux que nous appelons aujourd'hui noethériens. La théorie d'E. Noether portait sur la décomposition primaire d'un idéal dans un anneau noethérien; ce cadre a été élargi dans les Éléments de mathématique de Bourbaki où pour la première fois a été considérée la décomposition primaire d'un module de type fini sur un anneau noethérien. Il existe une théorie de la décomposition primaire dans les anneaux non commutatifs appelés firs (free ideal rings), et en particulier dans les anneaux principaux non commutatifs. Néanmoins, il n'existe pas de décomposition primaire dans un anneau noethérien non commutatif quelconque, comme l'a montré Krull en 1928.

## Introduction
Commençons par examiner la factorisation dans l'anneau ℤ des entiers relatifs, ce qui nous permettra d'introduire quelques notions essentielles. Soit n un entier relatif. Il peut s'écrire de manière unique sous la forme
{\displaystyle n=\pm \prod \limits _{1\leq i\leq k}p_{i}^{m_{i}}}
où les {\displaystyle m_{i}} sont des entiers strictement positifs et où les {\displaystyle p_{i}} sont des nombres premiers distincts. Notons {\displaystyle {\mathfrak {a}}} l'idéal de ℤ engendré par n et {\displaystyle {\mathfrak {q}}_{i}} l'idéal engendré par {\displaystyle p_{i}^{m_{i}}.}
Les idéaux {\displaystyle {\mathfrak {q}}_{i}} ont la propriété suivante: si {\displaystyle r,s\in \mathbb {Z} } sont tels que {\displaystyle rs\in {\mathfrak {q}}_{i}}, et si {\displaystyle r\notin {\mathfrak {q}}_{i}}, alors il existe un entier {\displaystyle m>0} tel que {\displaystyle s^{m}\in {\mathfrak {q}}_{i}} (il suffit de prendre {\displaystyle m=m_{i}}). Un idéal vérifiant cette propriété est dit primaire.
Soit {\displaystyle {\mathfrak {p}}_{i}=\left(p_{i}\right)}. Cet idéal est premier, puisque engendré par un nombre premier; plus spécifiquement, {\displaystyle {\mathfrak {p}}_{i}\subsetneqq \mathbb {Z} }, et si {\displaystyle r,s\in \mathbb {Z} } sont tels que {\displaystyle rs\in {\mathfrak {p}}_{i}} et si {\displaystyle r\notin {\mathfrak {p}}_{i}}, alors {\displaystyle s\in {\mathfrak {p}}_{i}}. Cet idéal premier {\displaystyle {\mathfrak {p}}_{i}} est appelé le radical de {\displaystyle {\mathfrak {q}}_{i}} et est noté {\displaystyle {\sqrt {{\mathfrak {q}}_{i}}}}. L'idéal {\displaystyle {\mathfrak {q}}_{i}} est dit {\displaystyle {\mathfrak {p}}_{i}}-primaire. La décomposition de n en facteurs premiers ci-dessus peut s'écrire
{\displaystyle {\mathfrak {a}}=\bigcap \limits _{1\leq i\leq k}{\mathfrak {q}}_{i}}
et cette décomposition est dite primaire. L'idéal premier {\displaystyle {\mathfrak {p}}_{i}={\sqrt {{\mathfrak {q}}_{i}}}} est dit associé à {\displaystyle {\mathfrak {a}}}. L'ensemble des idéaux premiers associés à {\displaystyle {\mathfrak {a}}} est déterminé de manière unique par {\displaystyle {\mathfrak {a}}}. De même, l'ensemble des idéaux primaires {\displaystyle {\mathfrak {q}}_{i}} intervenant dans la décomposition primaire de {\displaystyle {\mathfrak {a}}} est déterminé de manière unique par {\displaystyle {\mathfrak {a}}.}

## Décomposition primaire d'un idéal

### Décomposition primaire et théorèmes d'unicité
Passons maintenant au cas général. Dans ce qui suit, tous les anneaux sont commutatifs. Soit A un anneau et {\displaystyle {\mathfrak {q}}} un idéal de A. On dira comme plus haut que {\displaystyle {\mathfrak {q}}} est primaire s'il a la propriété suivante: si {\displaystyle r,s\in A} sont tels que {\displaystyle rs\in {\mathfrak {q}}}, et si {\displaystyle r\notin {\mathfrak {q}}}, alors il existe un entier {\displaystyle m>0} tel que {\displaystyle s^{m}\in {\mathfrak {q}}.}
- Par exemple, les idéaux primaires dans ℤ sont {\displaystyle \left(0\right)} et {\displaystyle \left(p^{m}\right)} où p est un nombre premier et {\displaystyle m} est un entier strictement positif.

Le radical d'un idéal {\displaystyle {\mathfrak {a}}} de A est l'ensemble
{\displaystyle {\sqrt {\mathfrak {a}}}=\left\{x\in A|\exists m\in \mathbb {N} :x^{m}\in {\mathfrak {a}}\right\}}
(où ℕ est l'ensemble des entiers strictement positifs). On montre que {\displaystyle {\sqrt {\mathfrak {a}}}} est un idéal, et plus précisément qu'il s'agit de l'intersection de tous les idéaux premiers contenant {\displaystyle {\mathfrak {a}}.} En particulier, le radical de l'idéal primaire {\displaystyle {\mathfrak {q}}} est le plus petit idéal premier contenant {\displaystyle {\mathfrak {q}}.}. (On voit apparaître ici une première différence avec le cas particulier {\displaystyle A=\mathbb {Z} } : un idéal premier différent de {\displaystyle \left\{0\right\}} n'est plus nécessairement maximal, et il peut donc exister des idéaux premiers {\displaystyle {\mathfrak {p}},{\mathfrak {p}}^{\prime }} tels que {\displaystyle \left\{0\right\}\subsetneqq {\mathfrak {p}}\subsetneqq {\mathfrak {p}}^{\prime }}.) On notera que si {\displaystyle {\mathfrak {p}}} est un idéal premier, l'idéal {\displaystyle {\mathfrak {p}}^{m}} engendré par les produits {\displaystyle x_{1}...x_{m}} (où {\displaystyle x_{i}\in {\mathfrak {p}}} et {\displaystyle m} est un entier {\displaystyle \geq 2}) n'est pas nécessairement un idéal primaire, bien que son radical soit {\displaystyle {\mathfrak {p}}}; et réciproquement, un idéal primaire {\displaystyle {\mathfrak {q}}} de radical {\displaystyle {\mathfrak {p}}} n'est pas nécessairement une puissance de {\displaystyle {\mathfrak {p}}}. En revanche, les puissances d'un idéal maximal {\displaystyle {\mathfrak {m}}} sont {\displaystyle {\mathfrak {m}}}-primaires.
Soit A un anneau et {\displaystyle {\mathfrak {a}}} un idéal de A. Une décomposition primaire de {\displaystyle {\mathfrak {a}}} est une expression
où les idéaux {\displaystyle {\mathfrak {q}}_{i}} sont primaires. Si ces idéaux sont tels que (i) les idéaux premiers {\displaystyle {\mathfrak {p}}_{i}={\sqrt {{\mathfrak {q}}_{i}}}} sont distincts et (ii) {\displaystyle {\mathfrak {q}}_{i}\nsupseteq \bigcap \nolimits _{j\neq i}{\mathfrak {q}}_{j}} {\displaystyle \left(1\leq i\leq k\right)}, cette décomposition primaire est dite réduite. Si {\displaystyle {\mathfrak {a}}} admet une décomposition primaire (auquel cas on dit que {\displaystyle {\mathfrak {a}}} est décomposable), on peut se ramener au cas où celle-ci est réduite en ignorant les termes redondants et en groupant les {\displaystyle {\mathfrak {q}}_{i}} ayant même radical, du fait que si {\displaystyle {\mathfrak {q}}_{1}} et {\displaystyle {\mathfrak {q}}_{2}} sont deux idéaux primaires ayant même radical {\displaystyle {\mathfrak {p}}}, alors {\displaystyle {\mathfrak {q}}_{1}\cap {\mathfrak {q}}_{2}} est de nouveau {\displaystyle {\mathfrak {p}}}-primaire (démonstration facile).
Pour {\displaystyle x\in A}, notons {\displaystyle \left({\mathfrak {a}}:x\right)} l'ensemble des {\displaystyle y\in A} tels que {\displaystyle xy\in {\mathfrak {a}}}. Il est immédiat que {\displaystyle \left({\mathfrak {a}}:x\right)} est un idéal et on a le résultat suivant:
Premier théorème d'unicité — Supposons l'idéal {\displaystyle {\mathfrak {a}}} décomposable et soit {\displaystyle {\mathfrak {a}}=\bigcap \nolimits _{1\leq i\leq k}{\mathfrak {q}}_{i}} une décomposition primaire réduite de {\displaystyle {\mathfrak {a}}}. Soit {\displaystyle {\mathfrak {p}}_{i}={\sqrt {{\mathfrak {q}}_{i}}}} {\displaystyle \left(1\leq i\leq k\right)}. Les idéaux premiers {\displaystyle {\mathfrak {p}}_{i}} sont ceux qui font partie de l'ensemble des idéaux {\displaystyle {\sqrt {\left({\mathfrak {a}}:x\right)}}} ({\displaystyle x\in A}) et sont donc indépendants de la décomposition particulière de {\displaystyle {\mathfrak {a}}}.
Comme dans l'introduction, on dira que les idéaux premiers {\displaystyle {\mathfrak {p}}_{i}} sont associés à {\displaystyle {\mathfrak {a}}}. Un idéal {\displaystyle {\mathfrak {q}}} est primaire si, et seulement s'il a un seul idéal premier associé. Parmi ces idéaux premiers {\displaystyle {\mathfrak {p}}_{i}} ({\displaystyle \left(1\leq i\leq k\right)}), il en est de minimaux (on a vu, en effet qu'il peut donc exister des idéaux premiers {\displaystyle {\mathfrak {p}},{\mathfrak {p}}^{\prime }} tels que {\displaystyle \left\{0\right\}\subsetneqq {\mathfrak {p}}\subsetneqq {\mathfrak {p}}^{\prime }}). On les appelle les idéaux premiers isolés, les autres étant appelés immergés.
On a le résultat suivant :
Deuxième théorème d'unicité — Soit {\displaystyle {\mathfrak {a}}} un idéal décomposable, {\displaystyle {\mathfrak {a}}=\bigcap \nolimits _{1\leq i\leq k}{\mathfrak {q}}_{i}} une décomposition primaire réduite de {\displaystyle {\mathfrak {a}}}, et {\displaystyle \left\{{\mathfrak {p}}_{i_{1}},...,{\mathfrak {p}}_{i_{r}}\right\}} un ensemble d'idéaux premiers isolés associés à {\displaystyle {\mathfrak {a}}}. Alors {\displaystyle {\mathfrak {q}}_{i_{1}}\cap ...\cap {\mathfrak {q}}_{i_{r}}} est indépendant de la décomposition.
Un anneau A est dit laskérien si tout idéal de A est décomposable.
Théorème de Lasker-Noether —  Un anneau noethérien est laskérien.

### Interprétation en géométrie algébrique
La terminologie employée plus haut provient de la géométrie algébrique: soit k un corps commutatif algébriquement clos et {\displaystyle {\mathfrak {a}}} un idéal de {\displaystyle A=k\left[X_{1},...,X_{n}\right]}. Cet idéal est de type fini, car d'après le théorème de la base de Hilbert, l'anneau A est noethérien. L'ensemble des {\displaystyle \left(x_{1},...,x_{n}\right)\in k^{n}} tels que {\displaystyle f\left(x_{1},...,x_{n}\right)=0} pour tout polynôme {\displaystyle f\in {\mathfrak {a}}} est un ensemble algébrique dans l'« espace affine » {\displaystyle k^{n}}; cet ensemble algébrique est dit associé à l'idéal {\displaystyle {\mathfrak {a}}}, et noté {\displaystyle {\mathcal {Z}}\left({\mathfrak {a}}\right)}. Le théorème des zéros de Hilbert montre que {\displaystyle {\mathcal {Z}}\left({\mathfrak {a}}\right)={\mathcal {Z}}\left({\sqrt {\mathfrak {a}}}\right)}, d'où l'importance des idéaux radiciels, à savoir ceux qui sont égaux à leur racine. Pour tout ensemble algébrique {\displaystyle V}, notons {\displaystyle {\mathfrak {I}}\left(V\right)} l'idéal radiciel (déterminé de manière unique) {\displaystyle {\mathfrak {a}}} tel que {\displaystyle {\mathcal {Z}}\left({\mathfrak {a}}\right)=V}. (Pour préciser ce qui vient d'être dit, l'application {\displaystyle {\mathfrak {a}}\mapsto {\mathcal {Z}}\left({\mathfrak {a}}\right)} de l'ensemble des idéaux radiciels de A dans l'ensemble des sous-ensembles algébriques de {\displaystyle k^{n}}, ces ensembles étant ordonnés par l'inclusion, est une bijection décroissante dont la bijection réciproque est {\displaystyle V\mapsto {\mathfrak {I}}\left(V\right)}.) Un ensemble algébrique {\displaystyle V\in k^{n}} est dit irréductible s'il est non vide et s'il n'est pas réunion de deux sous-ensembles algébriques {\displaystyle V_{1}} et {\displaystyle V_{2}} distincts de {\displaystyle V}. Un ensemble algébrique irréductible est appelé une variété algébrique. Un ensemble algébrique {\displaystyle V} peut être exprimé comme étant la réunion d'un nombre fini de variétés algébriques {\displaystyle V_{1}}, ..., {\displaystyle V_{r}} déterminées de manière unique si l'on requiert la condition {\displaystyle V_{i}\nsupseteq V_{j}} pour {\displaystyle i\neq j}. Les {\displaystyle V_{i}} sont alors appelées les composantes irréductibles de {\displaystyle V}. Un ensemble algébrique {\displaystyle V={\mathcal {Z}}\left({\mathfrak {a}}\right)} est irréductible si, et seulement si l'idéal {\displaystyle {\mathfrak {I}}\left(V\right)} est premier. Les idéaux premiers isolés correspondent aux composantes irréductibles de {\displaystyle V} tandis que les idéaux premiers immergés correspondent à des variétés immergées dans les composantes irréductibles. Soit {\displaystyle {\mathfrak {p}}_{i}} ({\displaystyle 1\leq i\leq k'}) les idéaux premiers isolés associés à l'idéal {\displaystyle {\mathfrak {a}}} ; on a {\displaystyle {\mathcal {Z}}\left({\mathfrak {a}}\right)=\bigcup \nolimits _{1\leq i\leq k^{\prime }}{\mathcal {Z}}\left({\mathfrak {p}}_{i}\right)} où les {\displaystyle {\mathcal {Z}}\left({\mathfrak {p}}_{i}\right)} sont les composantes irréductibles de {\displaystyle {\mathcal {Z}}\left({\mathfrak {a}}\right)}.
- Exemple[18],[19][20] : Soit {\displaystyle A=k\left[X,Y\right]}, {\displaystyle {\mathfrak {a}}=\left(X^{2},XY\right)}, {\displaystyle {\mathfrak {p}}_{1}=\left(X\right)}, {\displaystyle {\mathfrak {p}}_{2}=\left(X,Y\right)}. L'ensemble algébrique {\displaystyle {\mathcal {Z}}\left({\mathfrak {a}}\right)} est la droite {\displaystyle x=0}; c'est une variété qui coïncide avec {\displaystyle {\mathcal {Z}}\left({\mathfrak {p}}_{1}\right)}, tandis que {\displaystyle {\mathcal {Z}}\left({\mathfrak {p}}_{2}\right)} est l'ensemble {\displaystyle x=0,y=0}, c'est-à-dire l'origine. Tout {\displaystyle f\in {\mathfrak {a}}} s'annule en {\displaystyle x=0} avec une multiplicité {\displaystyle \geq 2} à l'origine, et réciproquement tout {\displaystyle f\in A} ayant cette propriété est un multiple {\displaystyle gX}, {\displaystyle g\in {\mathfrak {p}}_{2}}. On a les deux décompositions primaires réduites distinctes {\displaystyle {\mathfrak {a}}={\mathfrak {p}}_{1}\cap {\mathfrak {p}}_{2}^{2}={\mathfrak {p}}_{1}\cap \left(X^{2},Y\right)}, ce qui montre qu'il n'y a pas unicité de la décomposition primaire réduite. L'idéal premier {\displaystyle {\mathfrak {p}}_{2}} est immergé, ce qui correspond au fait que {\displaystyle {\mathcal {Z}}\left({\mathfrak {p}}_{2}\right)=\left(0,0\right)\varsubsetneq {\mathcal {Z}}\left({\mathfrak {p}}_{1}\right).} L'idéal premier {\displaystyle {\mathfrak {p}}_{1}}, en revanche, est isolé. Notons que, bien que l'idéal {\displaystyle {\mathfrak {a}}} ne soit pas primaire, l'ensemble algébrique {\displaystyle {\mathcal {Z}}\left({\mathfrak {a}}\right)} est une variété algébrique. Notons aussi que {\displaystyle \left(X^{2},Y\right)} est un exemple d'idéal primaire qui n'est pas une puissance de son radical {\displaystyle \left(X,Y\right)}.

## Spec, Supp et Ass
Dans tout ce qui suit, A désigne un anneau commutatif.

### Spectre premier d'un anneau
Soit X l'ensemble des idéaux premiers de A. Pour toute partie P de A, notons {\displaystyle {\mathcal {V}}\left(P\right)} l'ensemble des idéaux premiers de A contenant P. Si {\displaystyle {\mathfrak {a}}} est l'idéal engendré par P, on a {\displaystyle {\mathcal {V}}\left(P\right)={\mathcal {V}}\left({\mathfrak {a}}\right)}, et cet ensemble est encore égal à {\displaystyle {\mathcal {V}}\left({\sqrt {\mathfrak {a}}}\right)}. L'application {\displaystyle P\mapsto {\mathcal {V}}\left(P\right)} est décroissante pour les relations d'inclusion dans X et A. On a {\displaystyle {\mathcal {V}}\left(0)\right)=X}, {\displaystyle {\mathcal {V}}\left(A\right)=0}, et on montre facilement que les parties {\displaystyle {\mathcal {V}}\left(P\right)} sont les ensembles fermés d'une topologie sur X, appelée topologie de Zariski.
Cet ensemble X, muni de la topologie de Zariski, est appelé les spectre premier de A et est noté {\displaystyle Spec\left(A\right)}.

### Support d'un module
Soit M un A-module et {\displaystyle {\mathfrak {p}}} un idéal premier de A.
L'ensemble {\displaystyle S=A-{\mathfrak {p}}} est une partie multiplicative de A, à savoir que si {\displaystyle s,t\in S}, alors {\displaystyle st\in S} (en effet, si {\displaystyle st\in {\mathfrak {p}}}, alors {\displaystyle s\in {\mathfrak {p}}} ou {\displaystyle t\in {\mathfrak {p}}}, par définition d'un idéal premier). On peut donc former l'anneau des fractions {\displaystyle S^{-1}A=A_{\mathfrak {p}}} formé des fractions {\displaystyle x/s}, {\displaystyle x\in A}, {\displaystyle s\in S}, c'est-à-dire l'anneau des fractions {\displaystyle x/s}, {\displaystyle x\in A}, {\displaystyle s\notin {\mathfrak {p}}}. Rappelons que {\displaystyle x/s=0} si, et seulement s'il existe {\displaystyle t\in A-{\mathfrak {p}}} tel que {\displaystyle tx=0}.
On note {\displaystyle M_{\mathfrak {p}}} le produit tensoriel {\displaystyle A_{\mathfrak {p}}\otimes M}, qui se trouve canoniquement muni d'une structure de {\displaystyle A_{\mathfrak {p}}}-module. Tout élément de {\displaystyle M_{\mathfrak {p}}} est de la forme {\displaystyle m/s} {\displaystyle \left(m\in M,s\in A-{\mathfrak {p}}\right)}. Pour que {\displaystyle m/s} soit nul, il faut et il suffit qu'il existe {\displaystyle t\in A-{\mathfrak {p}}} tel que {\displaystyle tm=0}.
On appelle support de M, et on note {\displaystyle Supp\left(M\right)}, l'ensemble des idéaux premiers {\displaystyle {\mathfrak {p}}} de A tels que {\displaystyle M_{\mathfrak {p}}\neq 0}.
Pour tout sous-module N de M, notons {\displaystyle Ann\left(N\right)} l'annulateur de N, à savoir l'idéal constitué des éléments a de A tels que {\displaystyle aN=0}, et notons {\displaystyle Ann\left(m\right)} l'annulateur de Am. Indiquons, sans être exhaustif, quelques propriétés du support:
Propriétés du support — 
(i) 
{\displaystyle Supp\left(M\right)=\bigcup \limits _{m\in M}{\mathcal {V}}\left(Ann\left(m\right)\right).}
(ii) En particulier, si M est de type fini, on a {\displaystyle Supp\left(M\right)={\mathcal {V}}\left(Ann\left(M\right)\right)} et cet ensemble est fermé dans {\displaystyle Spec\left(A\right).}
(iii) {\displaystyle M\neq \left\{0\right\}} si, et seulement si {\displaystyle Supp\left(M\right)\neq \varnothing .}
(iv) Si {\displaystyle {\mathfrak {p}}\in Supp\left(M\right)}, alors {\displaystyle {\mathcal {V}}\left({\mathfrak {p}}\right)\subset Supp\left(M\right).}
- Exemple: En considérant l'anneau A en tant que module sur lui-même, on a {\displaystyle Supp\left(A\right)=Spec\left(A\right)}. Plus généralement, soit {\displaystyle {\mathfrak {a}}} un idéal de A; alors {\displaystyle Supp\left(A/{\mathfrak {a}}\right)={\mathcal {V}}\left({\mathfrak {a}}\right)}.

### Idéaux premiers associés à un module
Soit A un anneau et M un A-module. On dit qu'un idéal premier {\displaystyle {\mathfrak {p}}} est associé à M s'il existe un élément m de M tel que {\displaystyle {\mathfrak {p}}=Ann\left(m\right)}. On note {\displaystyle Ass\left(M\right)} l'ensemble des idéaux premiers associés à M.
- Exemple: Soit k un corps commutatif algébriquement clos, {\displaystyle A=k\left[X_{1},...,X_{n}\right]}, et {\displaystyle V} un sous-ensemble algébrique de {\displaystyle k^{n}} (voir supra). Une fonction {\displaystyle f:V\rightarrow k} est dite régulière sur {\displaystyle V} si elle est la restriction à {\displaystyle V} d'une fonction polynomiale sur {\displaystyle k^{n}}[23],[24][25]. Notons {\displaystyle \mathbf {A} \left(V\right)} l'anneau des fonctions régulières sur {\displaystyle V}. Deux fonctions polynomiales ont même restriction à {\displaystyle V} si, et seulement si leur différence appartient à {\displaystyle {\mathfrak {a}}={\mathfrak {I}}\left(V\right)}; par suite {\displaystyle \mathbf {A} \left(V\right)} est isomorphe à l'algèbre {\displaystyle A/{\mathfrak {a}}}, et peut lui être identifié (cette algèbre est réduite, à savoir que son nilradical est réduit à {\displaystyle \left\{0\right\}}). Soit {\displaystyle V_{1}}, ..., {\displaystyle V_{r}} les composantes irréductibles de {\displaystyle V}. Les idéaux premiers associés à {\displaystyle A/{\mathfrak {a}}} sont les idéaux {\displaystyle {\mathfrak {I}}\left(V_{1}\right)}, ..., {\displaystyle {\mathfrak {I}}\left(V_{r}\right)}[26]. Ce sont donc les idéaux premiers isolés déjà mentionnés.

Si {\displaystyle M=\left\{0\right\}}, alors {\displaystyle Ass\left(M\right)=\varnothing }. Réciproquement, si A est noethérien et {\displaystyle Ass\left(M\right)=\varnothing }, alors {\displaystyle M=\left\{0\right\}}. Si A est noethérien et M est de type fini, alors {\displaystyle Ass\left(M\right)} est fini.

### Relation entre Supp et Ass
On montre ce qui suit : Tout idéal premier {\displaystyle {\mathfrak {p}}} de A contenant un élément de {\displaystyle Ass\left(M\right)} appartient à {\displaystyle Supp\left(M\right)}. Si A est noethérien, inversement, tout idéal {\displaystyle {\mathfrak {p}}\in Supp\left(M\right)} contient un élément de {\displaystyle Ass\left(M\right)}. Dans ce cas, {\displaystyle Ass\left(M\right)\subset Supp\left(M\right)}, ces deux ensembles ont mêmes éléments minimaux, et ces derniers coïncident avec les éléments minimaux de l'ensemble des idéaux premiers qui contiennent {\displaystyle Ann\left(M\right)}.
Si A est noethérien et M est de type fini, on a
{\displaystyle {\sqrt {Ann\left(M\right)}}=\bigcap \limits _{{\mathfrak {p}}\in Supp\left(M\right)}{\mathfrak {p}}=\bigcap \limits _{{\mathfrak {p}}\in Ass\left(M\right)}{\mathfrak {p}}.}

## Décomposition primaire d'un module

### Sous-modules primaires
Soit M un A-module et Q un sous-module propre de M (c'est-à-dire un sous-module de M différent de M). On dit que Q est {\displaystyle {\mathfrak {p}}}-primaire dans M si la condition suivante est satisfaite: si {\displaystyle a\in A} et {\displaystyle m\in M} sont tels que {\displaystyle am\in Q} et {\displaystyle m\notin Q}, alors {\displaystyle a\in {\mathfrak {p}}.}, où {\displaystyle {\mathfrak {p}}} est l'idéal premier {\displaystyle {\sqrt {Ann\left(M/Q\right)}}}. On dit alors que l'idéal premier {\displaystyle {\mathfrak {p}}} appartient au module primaire Q.
Notons que {\displaystyle a\in {\mathfrak {p}}} si, et seulement s'il existe un entier s tel que {\displaystyle a{^{s}}\in Ann(M/Q)}, i.e. {\displaystyle a{^{s}}M\subset Q}. Si l'anneau A est noethérien, l'idéal {\displaystyle {\mathfrak {p}}} est de type fini, donc s peut être pris indépendant de a, et cette condition équivaut donc à {\displaystyle {\mathfrak {p}}{^{s}}M\subset Q}.
- Supposons A noethérien et M de type fini. Alors Q est {\displaystyle {\mathfrak {p}}}-primaire dans M si, et seulement si {\displaystyle M/Q} est coprimaire[32], c'est-à-dire que {\displaystyle Ass(M/Q)} est réduit à un seul élément, à savoir {\displaystyle Ass\left(M/Q\right)=\left\{{\mathfrak {p}}\right\}}.

- Soit M un module et {\displaystyle Q_{1},...,Q_{r}} des sous-modules qui sont {\displaystyle {\mathfrak {p}}}-primaires (pour le même {\displaystyle {\mathfrak {p}}}). Alors {\displaystyle Q_{1}\cap ...\cap Q_{r}} est {\displaystyle {\mathfrak {p}}}-primaire[33].

- On dit qu'un sous-module N de M est irréductible s'il ne peut pas s'écrire sous la forme {\displaystyle N=N_{1}\cap N_{2}} avec {\displaystyle N_{i}\neq N}. Si A est un anneau noethérien, alors un sous-module irréductible de M est un sous-module primaire[34].

### Décomposition primaire
Soit M un module et N un sous-module de M. On dit que N admet une décomposition primaire dans M si N peut s'écrire comme une intersection finie de sous-modules primaires dans M:
{\displaystyle N=Q_{1}\cap ...\cap Q_{r}}.
En utilisant la propriété mentionnée plus haut, on peut regrouper les {\displaystyle Q_{i}} qui sont {\displaystyle {\mathfrak {p}}}-primaires pour le même {\displaystyle {\mathfrak {p}}}, et éliminer alors les éléments redondants, de façon à obtenir une décomposition primaire où les idéaux premiers appartenant aux différents {\displaystyle Q_{i}} soient tous distincts. Une telle décomposition primaire est dite réduite. Soit {\displaystyle N=Q_{1}\cap ...\cap Q_{r}} une décomposition primaire réduite, et soit {\displaystyle {\mathfrak {p}}_{i}} l'idéal premier appartenant à {\displaystyle Q_{i}.} Si {\displaystyle {\mathfrak {p}}_{i}\nsupseteqq {\mathfrak {p}}_{j}} ({\displaystyle i\neq j}), on dit que l'idéal premier {\displaystyle {\mathfrak {p}}_{i}} est isolé (et qu'il est immergé dans le cas contraire). Le résultat qui suit généralise les deux théorèmes d'unicité énoncés plus haut :
Théorème d'unicité de la décomposition primaire — 
Soit N un sous-module de M et
{\displaystyle N=Q_{1}\cap ...\cap Q_{r}=Q_{1}^{\prime }\cap ...\cap Q_{s}^{\prime }}
deux décompositions primaires réduites de N.
(i) Alors {\displaystyle r=s} et l'ensemble des idéaux premiers appartenant à {\displaystyle Q_{1},...,Q_{r}} coïncide avec l'ensemble des idéaux premiers appartenant à {\displaystyle Q_{1}^{\prime },...,Q_{s}^{\prime }} (ces idéaux premiers sont donc déterminés de manière unique).
(ii) Si {\displaystyle \left\{{\mathfrak {p}}_{1},...,{\mathfrak {p}}_{m}\right\}} est l'ensemble des idéaux premiers isolés appartenant à ces décompositions, alors {\displaystyle Q_{i}=Q_{i}^{\prime }} pour {\displaystyle i=1,...,m}, autrement dit les modules primaires correspondant aux idéaux premiers isolés sont uniques.
Un A-module M est dit laskérien s'il est de type fini et si tout sous-module de M admet une décomposition primaire.
Théorème de Lasker-Noether —  Si A est un anneau noethérien, tout A-module de type fini est laskérien.
Notons encore le point suivant,:
Propriété de la décomposition primaire réduite —  Si A est un anneau noethérien et
{\displaystyle N=Q_{1}\cap ...\cap Q_{r}}, {\displaystyle Ass\left(M/Q_{i}\right)=\left\{{\mathfrak {p}}_{i}\right\}}
est une décomposition primaire réduite d'un sous-module propre N de M, alors {\displaystyle Ass\left(M/N\right)=\left\{{\mathfrak {p}}_{1},...,{\mathfrak {p}}_{r}\right\}.}
Cette décomposition primaire réduite peut donc s'écrire sous la forme
{\displaystyle N=\bigcap \limits _{{\mathfrak {p}}\in Ass\left(M/N\right)}Q\left({\mathfrak {p}}\right)}
où pour tout {\displaystyle {\mathfrak {p}}\in Ass\left(M/N\right)}, {\displaystyle Q\left({\mathfrak {p}}\right)} est {\displaystyle {\mathfrak {p}}}-primaire dans M.
On a d'autre part le résultat ci-dessous, qui généralise le théorème de structure des groupes cycliques:
Plongement du quotient dans une somme directe —  Considérons la décomposition primaire réduite ci-dessus. Il existe un monomorphisme
{\displaystyle M/N\hookrightarrow \bigoplus \limits _{{\mathfrak {p}}\in Ass\left(M/N\right)}M/Q\left({\mathfrak {p}}\right).}
Si A est un anneau principal, {\displaystyle M=A} et N est un idéal de A, ce monomorphisme est un isomorphisme.

### Interprétation en géométrie algébrique
Terminons par une interprétation de la décomposition primaire d'un module à la lumière de la géométrie algébrique. Les notations sont les mêmes que dans la première interprétation donnée plus haut au sujet de la décomposition primaire d'un idéal. Soit M un A-module, N un sous-module de M, {\displaystyle {\mathfrak {a}}=Ann\left(M/N\right)} et {\displaystyle {\mathfrak {p}}={\sqrt {\mathfrak {a}}}}. Soit alors {\displaystyle V={\mathcal {Z}}\left({\mathfrak {p}}\right)} ; cet ensemble algébrique est dit associé au module {\displaystyle M/N}. En posant comme ci-dessus {\displaystyle Ass\left(M/N\right)=\left\{{\mathfrak {p}}_{1},...,{\mathfrak {p}}_{r}\right\}}, on a {\displaystyle {\mathfrak {p}}=\bigcap \nolimits _{1\leq i\leq r}{\mathfrak {p}}_{i}} où {\displaystyle Ass\left(M/Q_{i}\right)=\left\{{\mathfrak {p}}_{i}\right\}}. Donc, en posant {\displaystyle V_{i}={\mathcal {Z}}\left({\mathfrak {p_{i}}}\right)}, on a
{\displaystyle V=\bigcup \nolimits _{1\leq i\leq r}V_{i}}.
Si les idéaux premiers {\displaystyle {\mathfrak {p}}_{i}} sont tous isolés, les variétés algébriques {\displaystyle V_{i}} sont les composantes irréductibles de l'ensemble algébrique V. La dimension de l'ensemble algébrique V est définie comme étant sa dimension de Krull (en tant qu'espace topologique, quand elle est munie de la topologie de Zariski).
Si {\displaystyle M=A} et {\displaystyle N={\mathfrak {a}}}, on a {\displaystyle {\mathfrak {a}}=Ann\left(M/N\right)}, par conséquent la seconde interprétation donnée ici généralise la première.